# Kibaru
Kibaru es una aldea situada en el municipio de Põhja-Sakala, en el condado de Viljandi, Estonia. Tiene una población estimada, en 2021, de 6 habitantes.
Se encuentra ubicada al norte del condado, al noroeste del lago Võrtsjärv y cerca de la frontera con los condados de Pärnu y Järva.